# Меднис, Эдмар
Эдмар Джон Меднис (англ. Edmar John Mednis; 22 марта 1937, Рига — 13 февраля 2002, Квинс) — американский шахматист, гроссмейстер (1980), теоретик эндшпиля.
Шахматный журналист, автор ряда книг. Инженер-химик. С 1950 в США. Победитель студенческого чемпионата США (1956). Входил в состав команды США — чемпион мира среди студентов (1960). В составе команды США участник Олимпиад 1962 и 1970. Участник межзонального турнира в Риге (1979) — 14-16-е место. Лучшие результаты в других международных соревнованиях: Реджо-нель-Эмилия (1973/1974) — 4-5-е; Хьюстон (1974) — 3-е; Крагуевац (1977) — 3-4-е; Нью-Йорк (1977 и 1980) — 2-е и 4-6-е; Барселона (1980) — 1-3-е; Пуэрто-Рико (1984) — 1-2-е места.
Меднис умер от сердечного приступа 13 февраля 2002 года в Квинсе, Нью-Йорк.

## Изменения рейтинга
| Графики недоступны из-за технических проблем. См. информацию на Фабрикаторе и на mediawiki.org. |

## Книги
- How to beat Bobby Fischer, N. Y., 1974; в русском переводе: Как побеждали Бобби Фишера, М., 1981;
- How Karpov wins, N. Y., 1975;
- How to beat the Russians, N. Y., 1978;
- Practical rook endings, Coraopolis, 1982.